# Lichtabsorption
Als Lichtabsorption wird eine physikalische Wechselwirkung bezeichnet, bei der Licht seine Energie an Materie abgibt. Die Lichtabsorption ist ein Spezialfall des allgemeineren physikalischen Phänomens der Absorption. Wenn elektromagnetische Strahlung absorbiert wird, geht ein Elektron eines Atoms von einem energetisch günstigeren Zustand in einen Zustand mit höherer Energie über, das geschieht durch den „Elektronensprung“. Man spricht von elektronischer Anregung.  Der Umkehrprozess zur Lichtabsorption ist die spontane Lichtemission. Dabei wird Licht von Materie ausgesendet, wobei die innere Energie der Materie um den entsprechenden Energieanteil abnimmt.

## Geschichtliche Bedeutung
Die besondere Bedeutung der Lichtabsorption als einer besonders wichtigen Energiequelle im Ökosystem der Erde spiegelt sich in der Entwicklungsgeschichte der Physik wider. 1864 waren fast alle bis dahin beobachteten Phänomene zu Magnetismus, Elektrizität und Licht durch die Theorie der klassischen Elektrodynamik vereinheitlicht und 1888 gelang es Heinrich Hertz, die Voraussagen dieser Theorie in entscheidenden Punkten experimentell zu bestätigen.
Die Verbesserung Max Plancks an Wilhelm Wiens Energieverteilungsgesetz der Strahlung des schwarzen Körpers, die nach der Veröffentlichung 1900 als plancksches Strahlungsgesetz berühmt wurde, zeigte jedoch eine Diskontinuität. Während sich in der Folge die führenden Physiker jener Zeit bemühten, die von Planck als Hilfsgröße eingeführte Konstante {\displaystyle h} im klassischen Rahmen zu erklären, schlug Albert Einstein 1905 die Photonenhypothese vor, nach der die Planck-Konstante {\displaystyle h} die physikalische Realität eines Lichtteilchens der Energie {\displaystyle E=h\nu } ({\displaystyle \nu } = Frequenz des Lichtes im Wellenbild) darstellen sollte.
Es gelang Einstein nicht nur, den klassisch nicht beschreibbaren Photoeffekt mit einem geschlossenen Quantenansatz zu erklären. Er setzte darüber hinaus wenige Jahre später die thermodynamische Energiebilanz für Emission und Absorption von Licht durch Materie nach den Erkenntnissen Ludwig Boltzmanns an. Darin zeigte Einstein, dass die klassische Darstellung der Wechselwirkung von Licht und Materie unvollständig sei. Die bis dahin bekannten Wechselwirkungen Absorption und spontane Emission führen in dieser Energiebilanz zu einer nach Boltzmann nicht in der Natur vorkommenden Besetzung der Energieniveaus der mit dem Licht wechselwirkenden Materie. Einstein erkannte die Notwendigkeit, einen bis dahin unbekannten Prozess der stimulierten Emission anzunehmen, der für die Wechselwirkung von Licht mit Materie ein thermodynamisches Gleichgewicht im Sinne Boltzmanns herstellt. Die bis dahin bekannte Emission von Licht spezifizierte er als spontane Emission. Aus dieser Betrachtung Einsteins folgten Jahrzehnte später die Entwicklung der Maser und Laser.
Wichtiger aber als dieser technologische Aspekt ist Einsteins Beitrag im Rahmen der Grundlagenforschung zu bewerten. Die vollständige und in sich konsistente Erklärung von Lichtabsorption als Quanteneffekt durch Einstein stellte den eigentlichen Beginn der Quantenphysik dar.

## Beispiele
Physik:
- Die Emissionsspektren der Sterne weisen charakteristische Fehlstellen auf. Joseph von Fraunhofer fand, maß und katalogisierte viele solche fraunhoferschen Linien für unser Sonnenlicht. Später wirkende Physiker konnten sie mit charakteristischer Lichtabsorption bestimmter Atome in der Photosphäre erklären.
- Dunkle Körper absorbieren mehr Licht als helle, deshalb werden sie in der Sonne schneller warm.

Technik:
- Die meisten Farbpigmente erhalten ihr Erscheinungsbild, indem sie hauptsächlich das Licht der Komplementärfarben absorbieren.
- Beim Photoeffekt von Solarzellen liefern die einzelnen Absorptionsprozesse von Lichtquanten in einem Halbleiter elektrische Ladungstrennung und stellen eine Stromquelle dar.
- Derselbe Effekt wird elektronisch in Photodioden verwendet, um die Helligkeit zu messen oder bei Lichteinfall einen Schalter umzuschalten.
- Sonnenkollektoren absorbieren Licht und erwärmen damit ein Reservoir, aus dem zu einem späteren Zeitpunkt Nutzwärme entnommen werden kann.
- Gelbe Brillen absorbieren stärker die von Dunst stärker gestreuten Blauanteile von Licht.

Biologie:
- Bei der Photosynthese regt die Energie des dabei absorbierten Photons ein Chlorophyllmolekül an und löst damit eine Reaktion aus, an deren Ende der chemisch weitgehend stabile Energieträger Zucker entsteht.
- Rhodopsin, der Sehfarbstoff absorbiert das für ihn sichtbare Licht und nutzt die Energie für chemische Reaktionen, die zu einem Aktionspotential in der angrenzenden Nervenzelle führen.
- Reptilien sonnen sich und nutzen die Energie des so absorbierten Lichts, um auf die für sie günstigste Temperatur zu kommen.

Chemie:
- Manche Farbstoffe zeigen in wässriger Lösung durch Farbumschlag oder Farbwandel verschiedene Säurestärke an.
- Einige Beeren und Zwetschgen erscheinen unreif (und sauer) rot, verlieren beim Reifen Säure und werden blau oder schwarz (und süß).
- Durch chemische Abspaltung von Wasser bilden geeignete organische Moleküle (zusätzliche) Doppelbindungen aus, wodurch Absorptionsbanden zunehmend vom UV ins Blaue und weiter in den sichtbaren Bereich hineinreichen.(bathochromer Effekt).
- Maillard-Reaktion:[1] Stärke, Zucker und Eiweiß wird bei Erhitzen beim heißen Zubereiten in der Küche zunehmend gelblich bis braun und schwarz.
- Synthetische Farbstoffe enthalten Chromophore, deren Absorption im sichtbaren Bereich des Spektrums liegt.